# Senecio nodiflorus
Senecio nodiflorus là một loài thực vật có hoa trong họ Cúc. Loài này được C.C.Chang miêu tả khoa học đầu tiên năm 1935.